# Любите ли вы Брамса?
«Любите ли вы Брамса?» (фр. Aimez-vous Brahms?; англ. Goodbye Again) — французско-американская мелодрама режиссёра Анатоля Литвака. Фильм основан на романе Франсуазы Саган «Любите ли вы Брамса?» (1959). Помимо композиций Жоржа Орика, в фильме звучат фрагменты Первой и Третьей симфоний Иоганнеса Брамса. Фильм вышел в прокат 29 июня 1961 года.

## Сюжет
Пола — красивая 40-летняя предпринимательница, которая провела последние пять лет с Роже, отказывающимся прекращать отношения с другими женщинами. Когда Пола знакомится с Филиппом, 25-летним сыном одной из своих богатых клиенток, он безнадёжно влюбляется в неё и настаивает на том, что разница в возрасте не имеет значения. Пола сопротивляется ухаживаниям молодого человека, но затем на какое-то время сдаётся. Она счастлива с Филиппом, хотя её друзья и деловые партнёры не одобряют их отношений. Однако в конце концов она понимает, что у этой любви нет будущего, и всё возвращается на круги своя.

## В ролях
- Ингрид Бергман — Пола Тесье (костюмы — «Кристиан Диор»)
- Энтони Перкинс — Филипп Ван дер Беш
- Ив Монтан — Роже Демаре
- Джесси Ройс Лэндис — Мадам Ван дер Беш
- Пьер Дюкс — Флери́
- Жослин Лэйн — Первая Мэзи́
- Джин Кларк — Вторая Мэзи́
- Мишель Мерсье — Третья Мэзи́

## Награды и номинации
- 1961 — выиграл «Серебряную премию за лучшую мужскую роль» (Энтони Перкинс) на Каннском кинофестивале.
- 1961 — номинация на «Золотую пальмовую ветвь» на Каннском кинофестивале.